# ポルツィア (小惑星)
ポルツィア (1131 Porzia) は火星横断小惑星。1929年9月10日、カール・ラインムートが発見した。
シェイクスピア作品『ジュリアス・シーザー』に登場するブルートゥスの妻ポーシャ (Portia) から名付けられた。